# Jundubergen
Jundubergen eller  Jundu Shan (军都山; Jūndūshān) är en bergskedja i Kina.   Den ligger i provinsen Peking, i den nordöstra delen av landet, 70 km norr om huvudstaden Peking. Kinesiska muren passerar genom Jundubergen med flera kända sektioner såsom Badaling och Mutianyu. Jundubergen är västra delen av Yanbergen, och gränsar till väster mot Taihangbergen.
Inlandsklimat råder i trakten. Årsmedeltemperaturen i trakten är 10 °C. Den varmaste månaden är juni, då medeltemperaturen är 22 °C, och den kallaste är januari, med −6 °C. Genomsnittlig årsnederbörd är 655 millimeter. Den regnigaste månaden är juli, med i genomsnitt 189 mm nederbörd, och den torraste är januari, med 3 mm nederbörd.